# Tektonika płyt

Mapa płyt tektonicznych

Tektonika płyt (teoria wędrówki płyt tektonicznych, z stgr. τέκτων tekton „budujący”) – dominująca współcześnie teoria tłumacząca wielkoskalowe ruchy ziemskiej litosfery, w szczególności przejawiające się w obserwowanym zjawisku dryfu kontynentalnego, powstawania gór, rozmieszczeniu stref sejsmicznych i inne.
Zgodnie ze współczesnym stanem wiedzy, materiał skalny budujący zewnętrzną warstwę Ziemi zachowuje się jak ciało sztywne tylko do pewnej głębokości, poniżej zaś pod wpływem zwiększonej temperatury wykazuje cechy ciała częściowo plastycznego i może „płynąć” (zob. granica plastyczności) w skali milionów lat. Owa prawie sztywna, zewnętrzna warstwa, zwana litosferą, podzielona jest na bloki – płyty tektoniczne – które mogą zgodnie z tą teorią przesuwać się względem siebie: odsuwać się (co tłumaczy np. oddalanie się Europy od Ameryki Północnej), zderzać (co tłumaczy np. powstawanie gór fałdowych) lub ocierać o siebie (co tłumaczy np. obecność stref nieustającej aktywności sejsmicznej). Tym trzem podstawowym typom relacji między płytami odpowiadają trzy rodzaje granic płyt: rozbieżne (gdzie powstaje nowa litosfera), zbieżne (gdzie litosfera jest wciągana w głąb Ziemi) oraz przesuwcze (gdzie dwie płyty przesuwają się względem siebie).

## Podstawowe założenia

### Właściwości mechaniczne warstw skalnych Ziemi

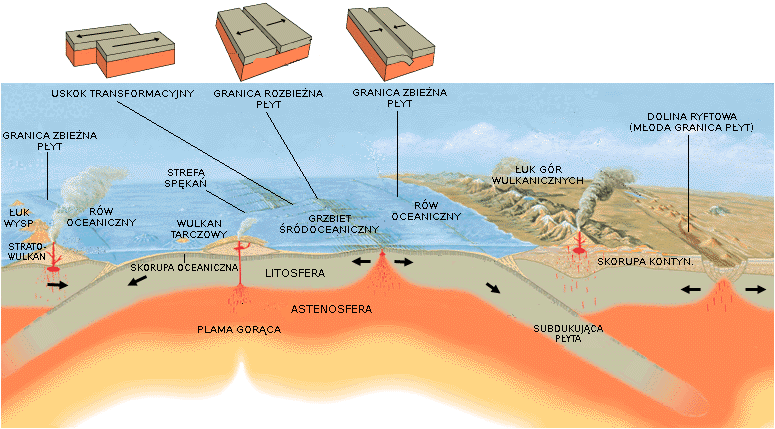
Schemat przedstawiający różne rodzaje granic płyt tektonicznych

Kluczowy dla tektoniki płyt jest podział zewnętrznej warstwy Ziemi na niemal sztywną litosferę i plastyczną astenosferę. Grubość astenosfery jest szacowana na ok. 150 km. Co istotne, podział ten przeprowadzony jest ze względu na własności mechaniczne i termiczne, a nie chemiczne: nie jest więc równoznaczny z podziałem na płaszcz i skorupę. Litosfera jest to ta część masy skalnej Ziemi, która ochłodziła się na tyle, że zachowuje się jak ciało niemal sztywne. Przy dużych deformacjach pęka (tworząc uskok). Ciepło dobywające się z głębin Ziemi przemieszcza się przez litosferę na drodze przewodzenia. Astenosfera to region, który ze względu na wyższą temperaturę i ciśnienie zachowuje się jak ciało plastyczne i może bardzo powoli płynąć (w skali cm/rok). Ciepło przenoszone jest tu, podobnie jak prawdopodobnie w całym płaszczu, na drodze konwekcji, czyli zsynchronizowanego unoszenia się materiału cieplejszego i opadania chłodniejszego.
Można więc wyobrazić sobie, że kry litosferyczne unoszą się na plastycznym materiale astenosfery jak tafle lodu na powierzchni oceanu. Potwierdzeniem tej intuicji jest zaobserwowane zjawisko izostazji, czyli dążenia bloku litosfery do osiągnięcia równowagi w reakcji na zmianę ciężaru. Pod wpływem zwiększonego obciążenia (np. postępującego lodowca) płyta zanurza się głębiej w astenosferę, zaś po uwolnieniu jej od ciężaru (np. ustąpienia lądolodu) powoli, w sposób wahadłowy wraca do poprzedniego poziomu. Zjawisko takie precyzyjnie zmierzono m.in. na terenie Szwecji, która podnosi się po ustąpieniu lodowca ok. 10 000 lat temu. Ważniejsze niż podobieństwa są jednak różnice w tej analogii.

### Morfologia: typy granic

Skorupa ziemska:
1. Ocean
2. Dno basenu
3. Ryft
4. Grzbiet śródoceaniczny
5. Rów oceaniczny
6. Szelf
7. Stok kontynentalny
8. Skorupa oceaniczna
9. Skorupa kontynentalna
10. Nieciągłość Mohorovičicia
11. Warstwa skał osadowych
12. Warstwa bazaltowa
13. Warstwa granitowa
14. Płaszcz ziemski
15. Kierunek wsuwania się płyty oceanicznej pod kontynentalną
16. Linia, wzdłuż której następuje wzajemne przemieszczanie się płyt

Kolejnym kluczowym składnikiem teorii tektoniki płyt jest bowiem powstawanie i niszczenie litosfery na granicach płyt. Miejsca, w których powstaje litosfera, zidentyfikowano jako potężny system grzbietów śródoceanicznych, ciągnący się na długości ponad 40.000 kilometrów na dnie wszechoceanu. Grzbiety te określa się również jako strefy spredingu (z ang. spreading: „odsuwanie się”). Litosfera jest tu tak cienka, że magma wydostaje się na powierzchnię i, schładzając się w kontakcie z zimną wodą oceanu, zastyga w postaci bazaltowych skał dna oceanicznego. Sprzężenie tych dwóch procesów: rozsuwania się płyt oraz powstawania nowych skał litosfery, prowadzi do rozrostu dna oceanicznego. Granice zbieżne to zaś te miejsca, w których jedna płyta podsuwa się pod drugą (ang. subduction: „podsuwanie się”, stąd nazwa: strefa subdukcji): jej skały ulegają zaś przynajmniej częściowemu stopieniu i powracają do puli astenosfery. Manifestacje tego procesu są wielorakie. Po pierwsze, wciągany w rozgrzane wnętrzności Ziemi materiał topi się i wędruje do góry, przyczyniając się do powstania strefy wulkanizmu tuż za strefą subdukcji: łańcuch Wysp Japońskich powstał właśnie jako rezultat wulkanicznych procesów zachodzących za strefą subdukcji. Po drugie, ocieranie się płyt o siebie wywołuje aktywność sejsmiczną: stąd granice zbieżne są często źródłem licznych trzęsień ziemi, których ogniska wyznaczają górną granicę zagłębiającej się płyty. Po trzecie, jeśli zanurzająca się płyta jest typu oceanicznego, jej powierzchniowym przejawem jest rów oceaniczny.
Trzecim wspomnianym typem są granice przesuwcze, w których dwie płyty litosferyczne przesuwają się względem siebie, ani się nie oddalając, ani nie przybliżając. Najsłynniejszym przykładem jest chyba uskok San Andreas w zachodnich Stanach Zjednoczonych, którego przebieg pokrywa się z obszarem występowania niezliczonej ilości trzęsień ziemi, występujących, gdy narastające napięcie zostaje uwolnione.

### Morfologia: typy płyt
Najistotniejsze rozróżnienie to podział na płyty oceaniczne i kontynentalne. Jedyną płytą „czysto” oceaniczną jest Płyta Pacyficzna, pozostałe oprócz skał dna oceanicznego zawierają również znacznie przekraczające je objętością i masą, jednak mniej gęste – więc wyniesione nad powierzchnię wszechoceanu – potężne masy oporowe zwane kontynentami. Różnica pomiędzy skorupą oceaniczną i kontynentalną jest zasadnicza. Ta pierwsza jest w gruncie rzeczy cienką (kilka kilometrów) warstwą gęstych (ok. 3 g/cm³) skał bazaltowych, które powstały relatywnie niedawno (najstarsze fragmenty dna oceanicznego mają zaledwie paręset milionów lat ze względu na tektoniczny „recykling”). Skorupa kontynentalna składa się z lżejszych (średnio 2,7 g/cm³, ale np. piaskowiec może mieć gęstość ok. 2 g/cm³) skał – magmowych, m.in. granitów i granodiorytów – a także produktów ich przemian: skał metamorficznych i osadowych. Te potężne amalgamaty mogą unosić się wiele kilometrów ponad poziomem morza, podczas gdy dno oceanu leży przeciętnie 4 kilometry pod powierzchnią wody. Zgodnie z prawami izostazji (hipoteza izostazji) odpowiada temu głębokie zakorzenienie kontynentów (do kilkudziesięciu kilometrów), które jest przyczyną, dla której używa się czasem określenia „masa oporowa”. Deformacje tektoniczne i aktywność sejsmiczna mają tendencję do koncentrowania się w regionach cieńszej lub osłabionej litosfery, przez co „twarde jądra” kontynentów (tzw. kratony) są poniekąd wyłączone z procesów tektonicznych.

Podział Pangei

Widocznym rezultatem tych zależności jest fakt, że prawie wszystkie strefy rozrostu znajdują się obecnie na terenie dna oceanicznego: rozpychanie litosfery przez podsuwający się materiał astenosfery jest dużo bardziej faworyzowane energetycznie niż mozolne przebijanie się przez warstwy skał litosfery kontynentalnej grubości nierzadko dziesiątków kilometrów. Sytuacje takie mogą się jednak zdarzyć i współcześnie obserwuje się ruchy rozciągające w rejonie wschodniej Afryki, w tzw. Ryfcie Afrykańskim lub Afarskim. Zauważmy przy okazji, że zainicjowany w ten sposób proces rozrywania kontynentu przez działające od spodu pole sił został rozpoczęty od strony brzegu kontynentu, nie w jego środku. W większości modeli powstawania nowych grzbietów śródoceanicznych przewiduje się, że rozpad kontynentu postępuje od brzegu. Zauważmy przykładowo, że Grzbiet Śródatlantycki znajduje się bliżej brzegów Afryki i Ameryki Południowej pośrodku długości tych kontynentów, a dalej w ich południowych i północnych częściach. Można więc wywnioskować, że pierwotny superkontynent Pangea został naderwany z jego południowego brzegu, a pęknięcie to stopniowo migrowało ku północy, czemu towarzyszyło wdzieranie się oceanu i jego ostateczne połączenie się z częścią północną grzbietu, odpowiadającą dzisiejszemu północnemu Atlantykowi; proces ten widoczny jest na ilustracji po prawej.
Przeistaczanie się skorupy kontynentalnej w oceaniczną w tego typu procesie, zwanym procesem ryftowania jest skomplikowanym procesem prowadzącym do rozwinięcia się tzw. pasywnej krawędzi kontynentalnej, w której widoczne jest stopniowe przejście od skał typu kontynentalnego do bazaltów dna oceanicznego, tworzących tzw. serię ofiolitową. Dobrą ilustracją są brzegi kontynentów otaczających Ocean Atlantycki. Z drugiej strony obserwuje się także narastanie objętości skorupy kontynentalnej, jakie zachodzi np. w zbieżnych granicach płyt litosferycznych. Jednym ze wspomnianych przykładów jest więc formowanie się łuku wulkanicznego, budowanego z produktów topienia się skał za strefą subdukcji. Wznoszące się diapiry magmy wydostają się na powierzchnię, budując łańcuch wulkaniczny. Inne procesy odpowiedzialne są za kumulowanie się materiału w tzw. pryzmach akrecyjnych, gdzie masy skalne z podsuwającej się płyty zostają zdrapane i złożone na brzegu płyty górnej.
Ze względu na względną lekkość skorupy typu kontynentalnego mało prawdopodobne jest wciągnięcie znacznych ich ilości w głąb Ziemi w strefach subdukcji, jak to się dzieje z łatwością ze skorupą oceaniczną. Bardziej prawdopodobne jest, że materiał skalny wciąganego kontynentu zostanie w znacznej części spiętrzony, formując łańcuch górski typu fałdowego, jak stało się to choćby z Alpami i Himalajami. Rezultatem tego jest stopniowe zwiększanie się objętości skorupy kontynentalnej w czasie geologicznym.

## Mechanizm napędzający dryf kontynentów
Źródło siły powodującej ruch płyt litosferycznych jest tematem kontrowersyjnym.
1. Przez długie lata przeważał model, wedle którego płyty litosferyczne płynęły zgodnie z kierunkiem prądów konwekcyjnych płaszcza[1]. Konwekcja prowadzi zwykle do wyodrębnienia się wielu komórek konwekcyjnych, w których obok stref unoszenia się materiału gorącego (upwelling) występują strefy opadania materiału schłodzonego (downwelling); zarówno w dolnej, jak i górnej warstwie granicznej występują z konieczności ruchy poziome, łączące ze sobą strefy upwellingu i downwellingu, aby konwekcja mogła mieć charakter cykliczny. Przypuszczano więc, że ruch płyt sprzężony jest z poziomym składnikiem prądów konwekcyjnych. Obliczenia pokazały jednak, że siła tarcia przepływającej magmy o spód litosfery jest niewystarczająca dla poruszenia jej z zaobserwowaną intensywnością. Choć więc tarcie to odgrywa pewną rolę, nie jest ona raczej dominująca.
2. Najpopularniejsze obecnie wyjaśnienie odwołuje się do wpływu siły grawitacji na zanurzającą się w strefie subdukcji płytę. Płyty oceaniczne są zazwyczaj podniesione w strefach rozrostu (do czego prawdopodobnie walnie przyczynia się energia wznoszącej się tam gorącej magmy) i stopniowo opadają w kierunku stref subdukcji, co wynika z ochładzania się skał i związanego z tym zwiększania się ich gęstości. W rezultacie płyta jest nieznacznie nachylona względem osi rozrostu, co prowadzi do grawitacyjnego ześlizgu (ang. gravitational sliding).
3. W wielu modelach bierze się również pod uwagę efekt, jaki wywiera na płytę jej zanurzający się w strefie subdukcji koniec. Warto pamiętać jednak, że nie jest jasne, w jakim stopniu płyta zostaje przetopiona i do jakiej głębokości utrzymuje się jej mechaniczna spójność.

Ponieważ jednak powyższe wytłumaczenia nie w pełni stosują się do obserwowanego ruchu płyt kontynentalnych, nie ustają dyskusje na temat ostatecznego bilansu sił działających na płyty litosferyczne i wprawiających je w ruch. Nie istnieją przekonujące wyjaśnienia mechanizmu i przyczyny ruchu płyt.

## Główne płyty tektoniczne
Istnieje 7 głównych płyt tektonicznych i szereg mniejszych mikropłyt:
- płyta afrykańska
- płyta antarktyczna
- płyta eurazjatycka
- płyta indoaustralijska
- płyta pacyficzna
- płyta północnoamerykańska
- płyta południowoamerykańska

Z mniejszych płyt najważniejsze są płyta arabska oraz płyta Nazca.